# Guillermo Jünemann
Wilhelm Jünemann Beckschäfer, conocido en español como Guillermo Jünemann, (Welwer, 28 de mayo de 1855—Tomé, 21 de octubre de 1938) fue un sacerdote católico, escritor, helenista, crítico literario y traductor germano-chileno. Es autor de la Biblia de Jünemann, primera versión bíblica completa realizada en América Latina y la primera traducción al castellano de la Septuaginta.

## Biografía
Wilhelm Jünemann nació el 28 de mayo de 1855 en Welwer, Westfalia, Alemania. Sus padres eran Friedrich Jünemann y Christina Beckschäfer. A los ocho años, emigró a Chile junto a sus padres y sus tres hermanos. Llegó a Puerto Montt.
En 1871, viajó a Santiago de Chile para estudiar en el Colegio San Ignacio. En Santiago, Jünemann (de 16 años) fue condecorado por Ignacio Domeyko, rector de la Universidad de Chile, por su dominio del latín. Dos años después, ingresó al Seminario Conciliar de Concepción. En 1880, se ordenó de sacerdote.
Trabajó durante el resto de su vida como párroco y capellán en Concepción, rector del seminario de la misma ciudad y profesor de lengua y literatura. En septiembre de 1923 fue nombrado el primer capellán de la Iglesia de Cristo Rey de Tomé. Wilhelm Jünemann murió el 21 de octubre de 1938 en Tomé, Provincia de Concepción.

## Obras
- Devoción al Sagrado Corazón de Jesús 1887.
- El milagro de la Dolorosa del Colegio de Quito, 1907.
- Historia de la literatura, 1907.
- Antología universal de los mayores genios literarios, 1910.
- Antología escolar latina, 1912.
- Literatura universal, 1916.
- Conversaciones sobre Alemania y la Gran Guerra, 1918.
- Historia de la literatura española y antología de la misma, 1921.
- Traducción de la Ilíada de Homero en verso (Concepción, 1922).
- Estética literaria, 1924.
- Traducción del Nuevo Testamento (Concepción, 1928)
- Semblanza de mi madre: (Cristina Beckschaefer de Jünemann), 1939 (obra póstuma).
- Mi camino: Apuntes autobiográficos sobre mi labor crítica, 1939 (obra póstuma).
- Traducción del Antiguo Testamento, 1992 (obra póstuma).